# Puiggarina amphilobii
Puiggarina amphilobii är en svampart som först beskrevs av Rehm, och fick sitt nu gällande namn av Speg. 1919. Puiggarina amphilobii ingår i släktet Puiggarina och familjen Phyllachoraceae.   Inga underarter finns listade i Catalogue of Life.